# Toxochelys
Toxochelys è un genere estinto di tartaruga marina dermocheloide vissuta nel Cretaceo superiore, circa 85-65 milioni di anni fa (Turoniano-Maastrichtiano), i cui resti sono stati ritrovati in Nordamerica. È la tartaruga fossile più comune presente nelle Smoky Hill Chalk, nella parte occidentale del Kansas.

## Descrizione

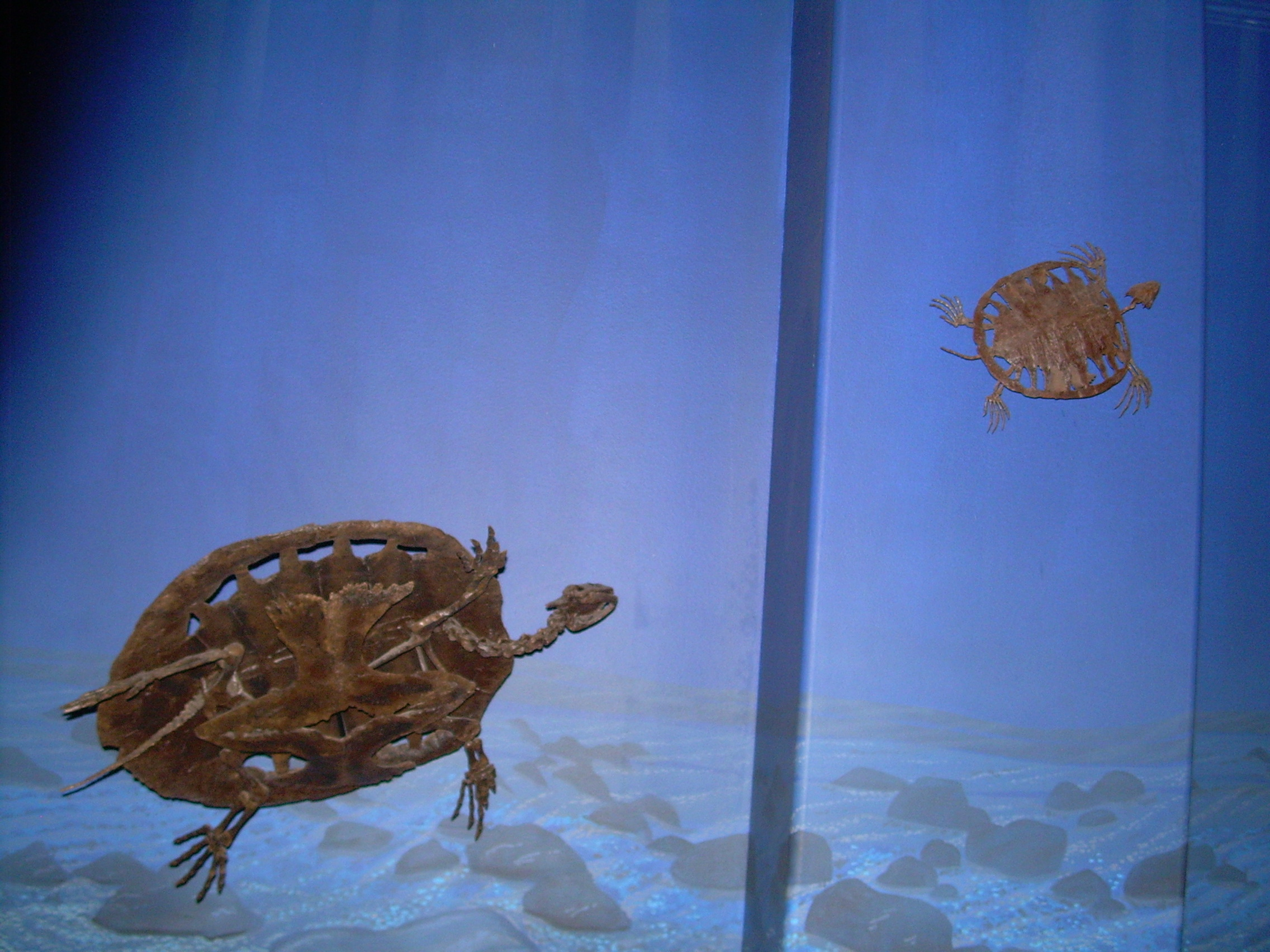
Scheletri di T. bauri

La Toxochelys era tartaruga di medie dimensioni che poteva raggiungere i 2 metri (6 piedi) di lunghezza. In vita questo animale doveva essere molto simile all'odierna tartaruga liuto (Dermochelys coriacea), pur non essendo strettamente imparentata con essa. Di questo animale sono stati ritrovati numerosi resti fossili nello Smoky Hill Chalk del Kansas occidentale, principalmente il carapace, le ossa delle zampe e del cranio, rendendola il genere di tartaruga più comune della formazione. Il carapace è insolitamente più raro delle altre ossa: era composto da ossa sottili ricoperte da uno strato simile a cuoio, ed è probabile che i corpi di queste tartarughe fossero facilmente consumabili da squali e mosasauri, presenti nelle stesse zone.

## Classificazione
Toxochelys venne descritta per la prima volta da Edward Drinker Cope nel 1873, e in seguito venne studiata da numerosi paleontologi a causa dell'abbondanza di reperti fossili. Il genere contiene quattro specie: la più comune, nonché la specie tipo, T. latiremis, T. moorevillensis rinvenuta in Alabama, T. bauri, T. browni, T. weeksi.
Toxochelys, insieme ad altri generi affini come Thinochelys e Porthochelys, fa parte di una radiazione di tartarughe marine del Cretaceo superiore (Toxochelyidae), vicine all'origine delle attuali tartarughe marine della famiglia dei cheloniidi (Cheloniidae). Toxochelys e le forme affini non erano invece strettamente imparentate con le gigantesche Archelon e Protostega, anch'esse molto comuni nei mari nordamericani del Cretaceo.

## Paleobiologia

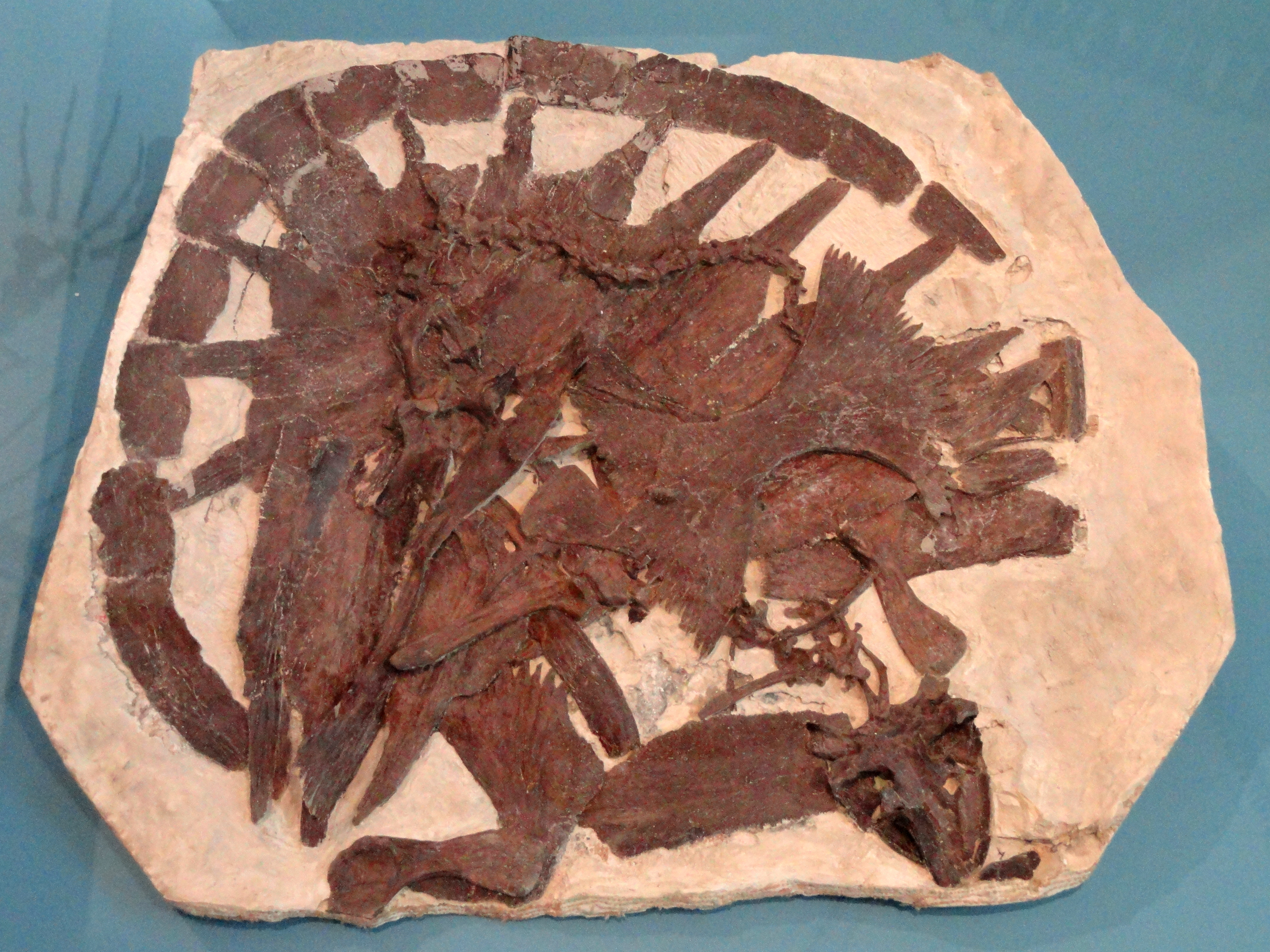
Fossile di Toxochelys latiremis

Queste tartarughe marine dovevano essere tra le principali prede dei grandi squali come Cretoxyrhina e Squalicorax, e dei grandi predatori marini come i mosasauri. Numerosi fossili di Toxochelys mostrano infatti segni di morsi inferti con tutta probabilità da squali: un frammento del carapace di Toxochelys reca i segni di un grande Cretoxyrhina, per il quale il sottile carapace della tartaruga non doveva essere un problema. È inoltre possibile che queste tartarughe deponessero le uova a terra e che i piccoli, una volta schiuse le uova, fossero catturati da predatori terrestri come piccoli teropodi, pterosauri, uccelli marini e forse anche primitivi mammiferi.
Un altro resto fossile interessante è stato ritrovato nella contea di Logan, in Kansas (Druckenmiller, 1993): un cranio di Toxochelys era presente nello regione dello stomaco di una Squalicorax.